# Goniopteris prolifera
Goniopteris prolifera là một loài dương xỉ trong họ Thelypteridaceae. Loài này được Retz. C. Presl mô tả khoa học đầu tiên năm 1836.